# Hydropsyche brevis
Hydropsyche brevis är en nattsländeart som beskrevs av Martin E. Mosely 1930. Hydropsyche brevis ingår i släktet Hydropsyche och familjen ryssjenattsländor. Inga underarter finns listade i Catalogue of Life.